# بخش داکار
بخش داکار (به لاتین: Dakar Department) یک منطقهٔ مسکونی در سنگال است که در ناحیه داکار واقع شده‌است. بخش داکار ۷۹ کیلومتر مربع مساحت و ۱٬۱۴۶٬۰۵۳ نفر جمعیت دارد.